# Banc de sable de la Frégate française
Le banc de sable de la Frégate française (anglais : French Frigate Shoals, hawaïen : Kānemilohaʻi) est un banc de sable qui s'appuie sur un ancien atoll des îles hawaïennes du Nord-Ouest. Il fait partie du monument national marin de Papahānaumokuākea.

## Liste des principales îles
- Tern Island, 105 276 m2
- East Island, 35 853 m2[note 1]
- Trig Island, 23 298 m2
- Little Gin Island, 19 448 m2
- Whale Island, 19 212 m2
- Skate Island, 12 808 m2

## Histoire
Les premiers visiteurs humains proviennent des plus grandes îles hawaïennes entre 1100 à 1300.
L'explorateur français La Pérouse a nommé ces bancs « Basse des frégates françaises ». Une basse est un banc de roche ou de corail s'approchant très près de la surface de la mer, mais ne découvrant jamais. La Pérouse faillit perdre deux frégates en tentant de naviguer dans ces hauts-fonds la nuit du 6 novembre 1786, alors qu'il se rendait de Monterey à Macao.
Le Pinacle La Pérouse, nommé d'après lui, est le seul vestige[pas clair] de pierre volcanique (37 mètres de haut).
Le navigateur américain George Pollard y fit naufrage en 1823 avec son navire Two Brothers, dont l'épave a été identifiée.
À la fin du XIXe siècle, des entreprises américaines et européennes se sont intéressées à la possibilité d'exploiter le guano dans les îles hawaïennes. Le lieutenant de vaisseau John Mercer Brooke, arrivé sur l'atoll avec la goélette américaine Fenimore Cooper, a officiellement pris possession de l'île pour les États-Unis le 14 janvier 1859. En 1894, une compagnie loue pour 25 ans par la république d'Hawaï[pas clair] afin d'extraire du phosphate et de l'engrais, mais les gisements de guano n'ont pas été rentables.
En mars 1942, durant le Seconde Guerre mondiale, la Marine impériale japonaise a profité de l'isolement de l'île pour utiliser ses eaux protégées comme point d'ancrage et de ravitaillement pour les hydravions à long rayon d'action. Le commandant de la flotte américaine Chester Nimitz ordonna une présence permanente de l'United States Navy sur l'atoll, ce qui eut le mérite d'empêcher l'aviation japonaise, qui avait prévu de ravitailler sur place, d'effectuer une reconnaissance sur Pearl Harbor début juin 1942 et de vérifier si la flotte américaine du Pacifique y était toujours ancrée (elle ne l'était plus, le service de renseignements de l'U.S. Navy ayant déchiffré le code de la marine japonaise et connaissant dès lors le plan japonais). Les porte-avions japonais de l'amiral Nagumo, qui devaient couvrir la force d'invasion de Midway, s'avancèrent ainsi sans connaître la position ennemie, ce qui les mena au désastre.
Après la bataille de Midway, l'United States Navy construisit un aéroport sur l'île de Tern, qu'elle agrandit pour accueillir une piste d'atterrissage de 1 000 mètres de long. L'île de Tern a maintenant une superficie de 10.527 hectares. La station a pour principale fonction de servir de site d'atterrissage d'urgence pour les avions de ligne volant au-dessus du Pacifique. La base a été utilisée jusqu'en 1979 (il reste plusieurs bâtiments à côté de la piste.). En 1969, un tsunami a dévasté les îles.
En 2000, l'atoll devient une partie de la réserve de l'écosystème du récif corallien des îles du nord-ouest hawaïen, qui a été incorporée dans le monument national marin de Papahānaumokuākea en 2006.

## Galerie

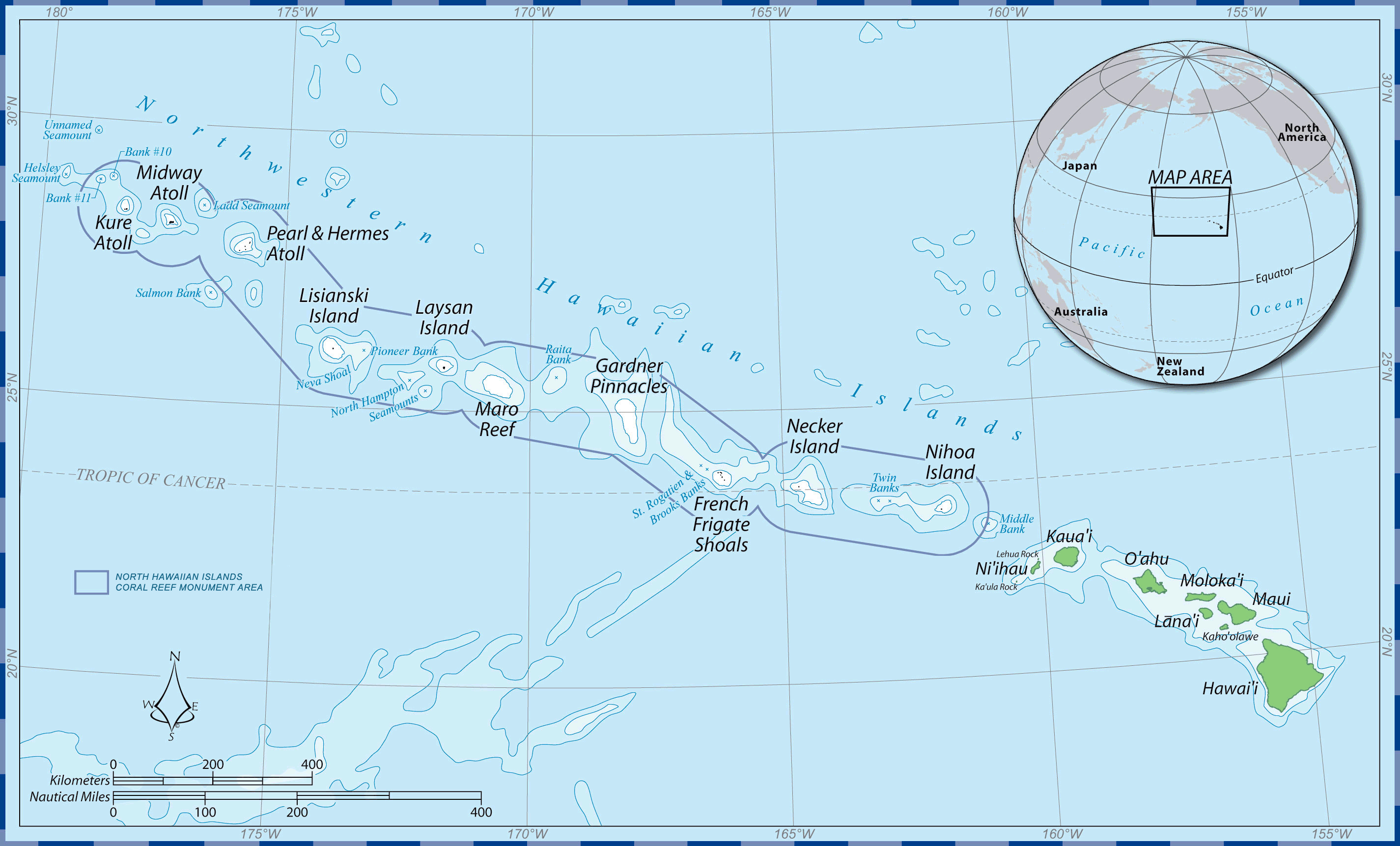
Situation de l'atoll.
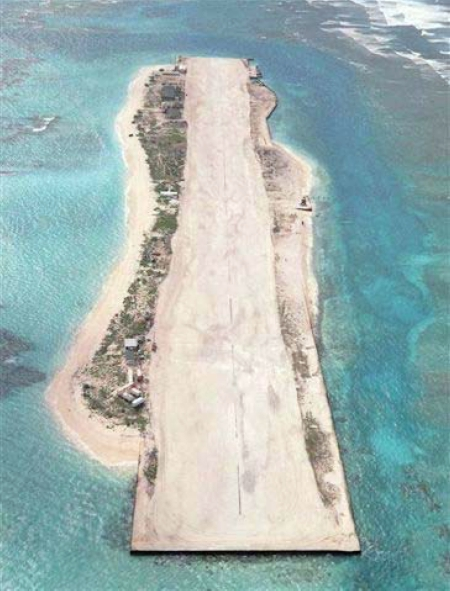
L'aéroport en 1961.
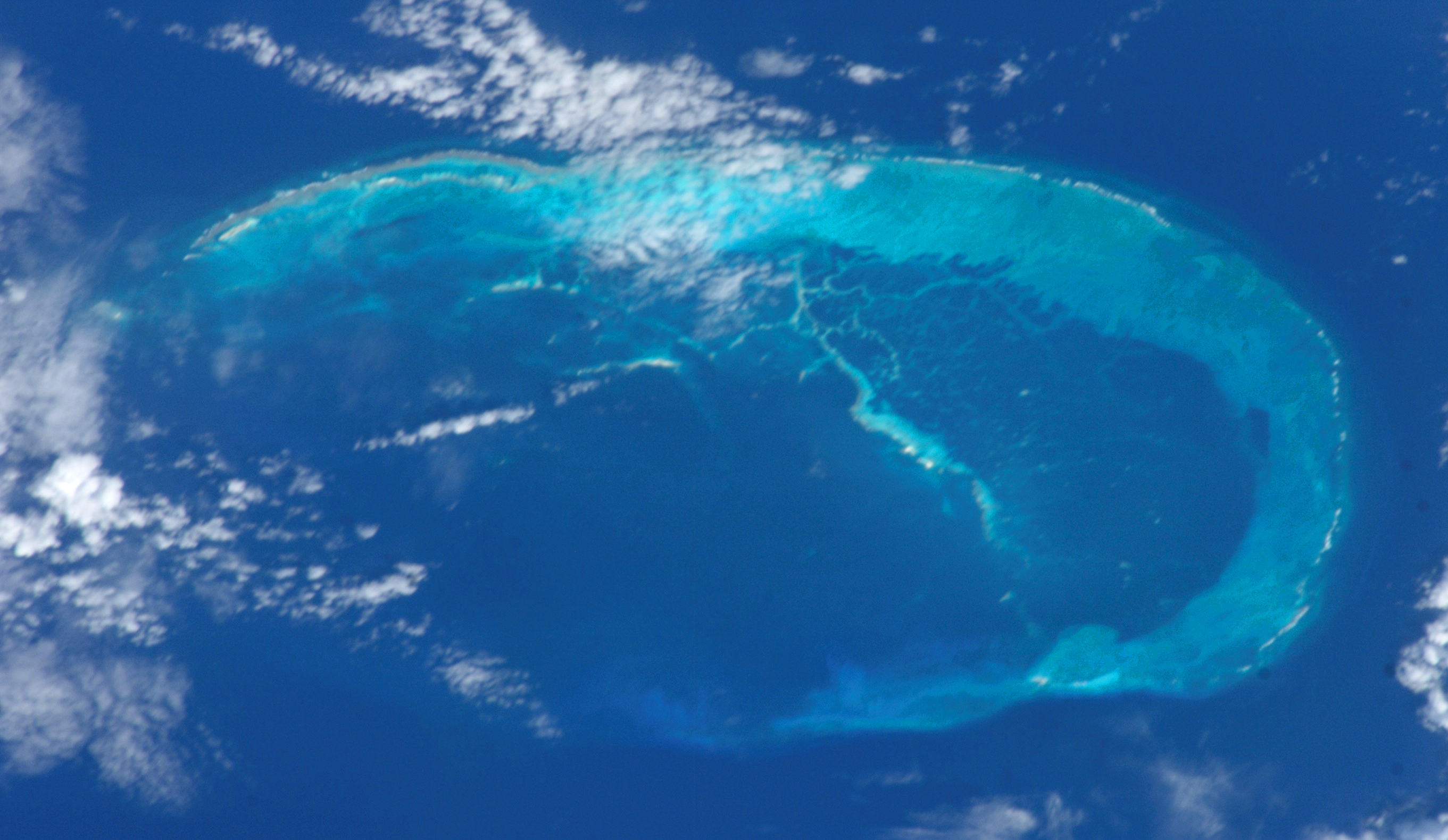
Banc de sable de la Frégate française.
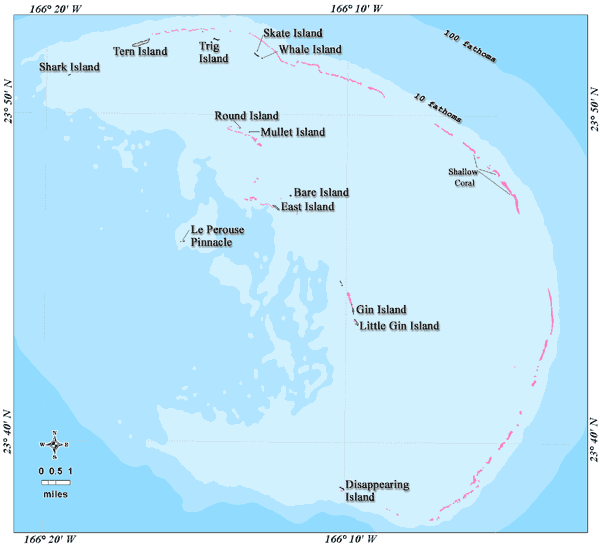
Banc de sable de la Frégate française.
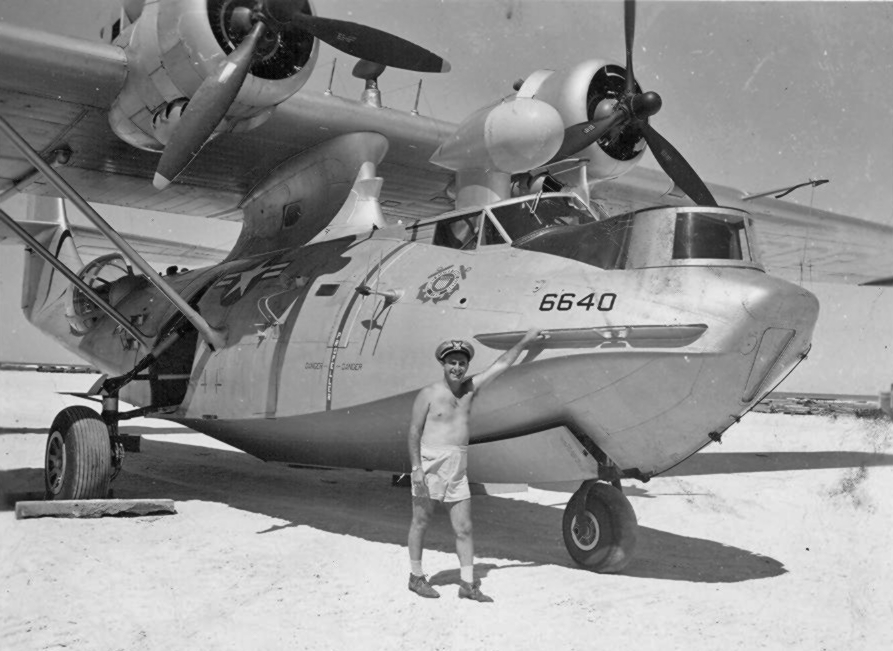
Un hydravion américain en 1953.